# غيرلز داي
غيرلز داي ((هانغل: 걸스데이)؛ بالإنجليزية:Girl's Day) هي فرقة فتيات من كوريا الجنوبية مكونة من 4 عضوات ظهرت لأول مرة عام 2010 مع شركة Dream Tea ويطلق على معجبيهم اسم Dai5y أو Daisy.

## قبل الظهور
قبل ظهور الفرقة رسمياً قامت شركة الفرقة بافتتاح مقهى المعجبين وقناة في اليوتيوب في الفرقة وحسابات تويتر للعضوات وقد قاموا بلقاء معجبين وفلاش موب راقص وقد أكسب هذا الفرقة شعبية كبيرة حتى قبل ظهورهم لأول مرة.

## 2010: الظهور وتغير العضوات
في 7 يوليو أصدرت الفرقة الفيديو الموسيقي لأغنية "Tilt My Head", بعد يومين قامت الفرقة بإصدار أول ألبوم مصغر بعنوان "Girl's Day Party 1". وبعد مرور شهرين من ظهور الفرقة، في 12 سبتمبر حدث الحساب الرسمي للفرقة بأن جي سن وجي ان ستخرجان من الفرقة وستضاف عضوتين جدد للفرقة بعد ذلك في 14 سبتمبر تم الكشف عن العضوات الجدد وهم يورا وهيري وفي 29 سبتمبر تم إصدار ثاني ألبوم بعنوان، "Girl's Day Party 2". وفي 30 أكتوبر تم إصدار الفيديو الموسيقي لأغنية "Nothing Lasts Forever" والتي حققت ضربة كبيرة في كوريا وإزدادت شهرتهم بفضلها، في ديسمبر ظهرت في برنامج "We Are Dating", مع فرقة يوكيس وهو نسخة من برنامج We Got Married.

## 2011: Twinkle Twinkle وEveryday
مع بداية عام 2011 تضاربت الشائعات حول عودة الفرقة وقد إزادات مع صبغ شعر يورا باللون الأصفر، ثم قامت الشركة بإعلان عن عودة الفرقة وقد أصدر الفيديو الموسيقي لأغنية Twinkle Twinkle في 16 مارس ولديها الآن في اليوتيوب أكثر من 4 ملاين مشاهدة، في 17 مارس قاموا بأول أداء لهم في برنامج إم! كاونت داون وقد انتهت العروض الترويجية لهذه الأغنية في 15 مايو.

في 17 مايو سافرت الفرقة إلى تايوان مع فرقة سوبر جونيور ويوكيس من أجل حفلة أحبك تايون - نحن أصدقاء..
بعد العودة أخذوا فترة راحة لمدة أسبوع وأكملوا نشاطاتهم مع أغنية "Hug Me Once" من ألبوم Everyday التي صدرت في 3 يوليو.

في 29 أغسطس 2011 أعلنت الفرقة انهم سيظهرون في اليابان مع ألبوم "Girls' Day Party # 4"وقد كانت الأغنية الرئيسية هي "Don't Let Your Eyes Wander" على الرغم من عدم وجود ترويجات لهذه الأغنية إلى أنها كانت ناجحة للغاية كذلك أحتلت المركز الأول في مخطط Bugs.

## غيرلز داي في 2012 و2013 و2014 و2015
في 12 أبريل أصدرت الفرقة رسمياً ثالث ألبوم مصغر بعنوان Everyday 2 وقد قاموا بالترويجات لأغنية "Oh! My God"
أيضا غيرلز داي في 2013 حققو نجاح، بأغانيهم female president وexception وخصوصا exception كانت أغنية ناجحه، ففي كل حفل تذهب غيرلز داي لغنائها لانها أغنية تختلف بإيقاعها المميز.
وفي 2014 أصدروا أغنية someting
لاقت اعجابا لدي الشباب، بعد أغنية someting أصدرو أغنية صيفية والأغنية اسمها Darling و hello bubble
واغنية منفردة للعضوة مينآه i am woman too
وفي 2015 أصدرو أغنية اسمها ring my bell.
وعام 2017 اصدرو أغنية اسمها i'll Be Yours و love again

## وصلات خارجية
- غيرلز داي على موقع ميوزك برينز (الإنجليزية)
- غيرلز داي على موقع ديسكوغز (الإنجليزية)

- الموقع الرسمي
- الموقع الرسمي(باليابانية)
- Official Cafe